# Prix Lucien-Dupont
Le prix Lucien-Dupont est un prix littéraire annuel de l’Académie des sciences morales et politiques « destiné à récompenser toute personne qui, par une action quelconque, aura contribué ou tendu à contribuer à la suppression des sujétions ou formalités inutiles de caractère administratif ou judiciaire qui compliquent la vie des citoyens ».
Il est décerné sur proposition de la section Législation, Droit public et Jurisprudence de l’Académie.

## Lauréats
- 1999 : Prix partagé entre l’Institut national pour la simplification et Sylvie Trosa (1958-2017).
- 2000 : Association Exister pour aider à la construction d’un foyer expérimental pour personnes handicapées.
- 2001 : Arnaud Derrien pour sa thèse Les juges français de la constitutionnalité. Etude sur la construction d’un système contentieux. Conseil constitutionnel, Conseil d’Etat, Cour de cassation : trois juges pour une norme (Bordeaux IV, 2000).
- 2002 : Prix attribué à quatre ouvrages juridiques afin d’en permettre la publication :
  - Benoît Plessis pour sa thèse L’utilisation du droit civil dans l’élaboration du droit administratif (Paris II, décembre 2001),
  - Anne Freyssinier pour sa thèse Le droit de grâce du chef de l’Etat. Le cas de la Ve République (Toulouse I, décembre 2001),
  - Nader Hakim (1971-....) pour sa thèse L’autorité de la doctrine civiliste française au XIXe siècle (Bordeaux IV, décembre 2001),
  - Agnès Rabagny pour son manuscrit L’image juridique du monde.
- 2004 : Karine Goglio pour sa thèse de doctorat L’analyse de la gestion des entreprises chez Jean-Baptiste Say. Contenu et postérité.
- 2005 : Rémi Brague pour son ouvrage La loi de Dieu. Histoire d’une alliance.
- 2006 : Jean-Louis Harouel pour le choix et la présentation des textes de Jean Fourastié Productivité et richesse des nations.
- 2007 : Maxime Tandonnet pour son ouvrage Immigration. Sortir du chaos.
- 2008 : François Chénedé (1979-....) pour son ouvrage Les commutations en droit privé.
- 2009 : Prix non attribué.
- 2010 : Prix non attribué.
- 2011 : Prix non attribué.
- 2012 : Direction de l'information légale et administrative pour l’espace réservé aux associations du site Service Public.fr.
- 2013 : Association L’enfant @ l’hôpital pour l’ensemble de son action.
- 2018 : Claire Séjean-Chazal (1986-....) pour sa thèse La réalisation de la sûreté, soutenue le 7 décembre 2017 à l’université Paris II Panthéon-Assas.
- 2019 : David Riccardi (1982-....) pour la publication de sa thèse Les sanctions contractuelles en droit administratif
- 2020 : Marie de Greef-Madelin et Frédéric Paya pour leur ouvrage Normes, réglementations… Mais laissez-nous vivre !
- 2021 : Non attribué.
- 2022 : Pierre-Olivier Rigaudeau pour sa thèse en droit public Le Rescrit, soutenue à l’Université Paris Panthéon-Assas en 2020.
- 2023 : Jean-Philippe Dumas.
- 2024 : Simon Porcher pour son ouvrage La fin de l’eau?.